# Cadireta barroca

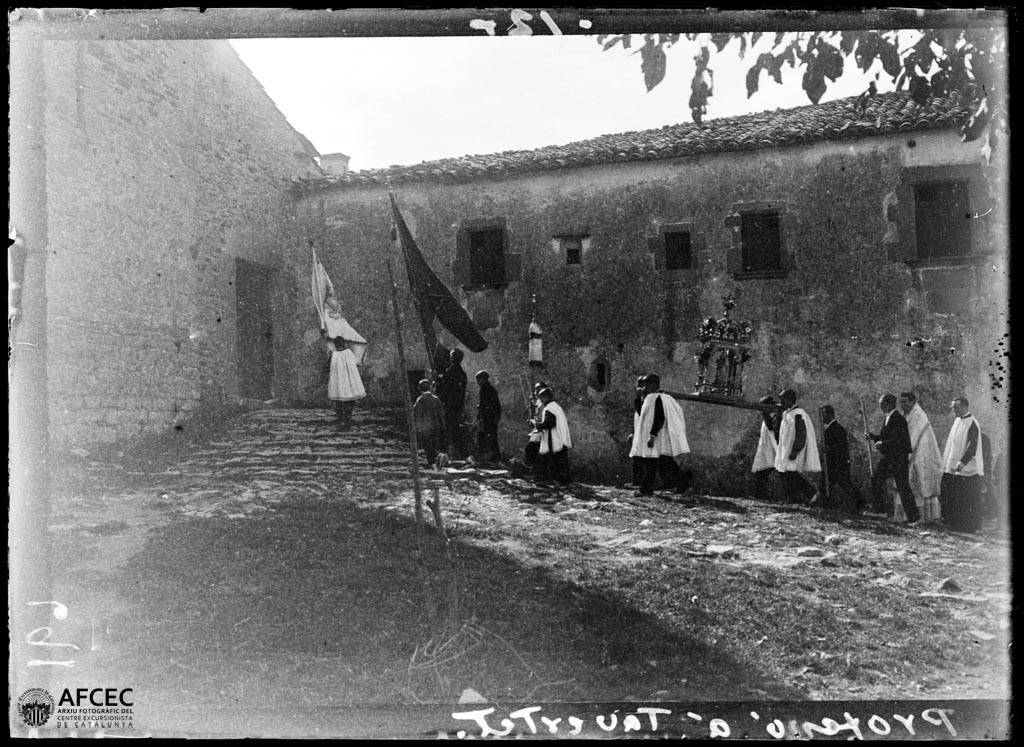
Grup de gent en processó a Tavertet, amb una cadireta barroca

La cadireta és un objecte religiós de fusta que servia per transportar normalment una imatge durant la seva processó, diferent a un Misteri o Pas de Setmana Santa (on sí que es representa una posada en escena). La seva identificació lèxica és complexa, ja que se la coneix sota diversos noms en català, element que no ha facilitar la seva correcta identificació i conservació. En l'àmbit territorial de Catalunya, s'ha documentat fins al moment un total de 18 cadiretes conservades del s.XVII-XVIII i diverses més únicament per fotografia.

## Etimologia
Hi ha cert embolic lingüístic per designar aquest objecte religiós en català. No només per la pluralista de les designacions existents, sinó perquè molts dels mots emprats tenen altres significats afegits. En català s'hi fa referència en època barroca com a cadireta/cadira així com andas, trona, tàlem i tabernacle/tebernacle. Aquest últim terme se certament dificultós pels historiadors/es a l'hora d'interpretar documentació de l'època, ja que no queda clar, en molts casos, si es fa referència a un tabernacle processional o a un sagrari, ja que s'aplicava per referir-se a ambdós objectes.
Actualment, en català s'ha trobat definit sota el nom de: Anda/es, anda/es de la Verge / processional/s, baiard de processó, cadireta, tabernacle processional/portàtil, peanya processional/de la Verge. No és un fet aïllat, ja que en francès també se la coneix sota una gran diversitat de mots: brancard de procession, cadireta, cadireta-chaise de procession, chaire processionelle, chaire de procession, dais de procession, siège de procession, trône de procession.

## Context religiós
La Contrareforma catòlica, escenificada a través del Concili de Trento (1545-1563) va comportar un replantejament teològic i l'adquisició d'un element de caràcter propagandística en la intencionalitat de la producció artística religiosa.
La producció de les cadiretes fins ara estudiades s'emmarca dins d'aquest context, sobretot en l'àmbit de les confraries religioses. Un cop institucionalitzades les confraries necessitaven d'una capella amb un altar per tal de dur a terme els goigs i l'inici i finalització de les processons. També necessitaven una serie d'objectes a més de la talla, per completar el seu culte, com ara el retaule i "objectes litúrgics d'argenteria, (...) guadamassils, bacins, plats, estendards, cadiretes i domassos". Es aquí on es troben moltes de les cadiretes d'aquest període, com un objecte més del seu culte.
Així doncs era un objecte que servia a una activista religiosa durant uns dies senyalats. En aquells dies era engalanat amb flors i teles per treure'l a l'exterior. La seva exhibició era limitada a aquestes dates, quedant guardada la resta de l'any.

## Característiques[2]

### Sistema de sosteniment
No hi ha una única manera de sostenir la talla dins de la cadireta. La talla podia estar fixada a través d'un cargol, clau o un pern/s de fusta a la base. En alguna casos només queda el forat a la base de la cadireta. A la resta, hi ha casos on sembla que no se sostenia per cap element.

### Transport
- Hi ha dues opcions: o bé el tabernacle era emplaçat sobre un baiard, potser amb un element de fixació, o bé es modificava el tabernacle per tal que també assumís la funció de baiard. Això es feia amb la col·locació de pals de fusta introduïts a la base de la cadireta per tal de poder-la transportar o bé introduïts en unes guies col·locades sota la base de la cadireta, que podien ser de fusta o bé metàl·liques.
- La disposició dels forats: En exemple de banda catalana sembla que és més habitual tronar-los als extrems, mentre que a la banda rossellonenca al centre. La disposició dels forrats indicaria possiblement la necessitat de carregar-ho entre 4 persones o bé entre 2 persones.
- Sistemes de bloqueig: en algunes cadiretes conservades, sobretot les rossellonenques, s'observen sistemes per tal de bloquejar el moviment dels pals de fusta un cop col·locats, per tal d'evitar accidents durant el transport.

### Classificació tipològica[2][1]
Actualment sota 5 categories diferents, on s'ha emprat el terme baiard, respectant el fet que en l'àmbit museològic encara es segueix emprant el terme baiard i no cadireta, tot i ser incorrecte:
- Baiard Baldaquí
  - Baiard de columna única
  - Baiard de columna bessona
  - Baiard de columna doble
- Baiard Baldaquí imitatiu
- Baiard-cadira
- Baiard-Tron
- Baiard Obert